# 잊힐 권리
잊힐 권리(영어: right to be forgotten)는 정보 주체가 온라인상 자신과 관련된 모든 정보에 대한 삭제 및 확산 방지를 요구할 수 있는 자기결정권 및 통제권리를 뜻한다. 잊힐 권리에 대한 개념은 '자신이 과거에 저지른 행동에 구애받지 않고 자신의 삶을 자율적으로 발전시키고자 하는 욕구'를 가진 몇몇 개인들에 의해서 시작되었다.:230
간혹 '잊혀질 권리'라고 쓰는 사람이 있으나, 이는 피동 접사 '-히-'에 같은 피동 접사 '-어지다'가 겹쳤기 때문에 불필요한 이중피동이다. 피동 표현은 한 번만 써야 하므로 '잊힐 권리'라고 써야 한다.

## 국가별 양상

### 대한민국

#### 학설
대한민국 법상 잊힐 권리의 법적 성격이 무엇인지에 대한 견해로는 ①‘인간의 존엄성’·‘사생활의 비밀과 자유’·‘개인정보의 자기결정권’으로부터 파생되는 새로운 유형의 기본권으로 이해하는 견해,:13 ②개인정보자기결정권 및 사회적 인격상에 관한 자기결정권에 포괄되는 권리로 이해하는 견해,:21 ③헌법적 이익 실현에 이바지하는 법률상의 권리로 이해하는 견해:173 등이 있다. 
한편, 잊힐 권리를 부정하며 독자적인 내용을 가진 기본권으로 보기 어렵다는 시각도 존재한다.:308

#### 정책
대한민국 방송통신위원회는 2016년 4월 29일 잊힐 권리를 보장하기 위해 '인터넷 자기게시물 접근배제요청권 가이드라인'을 발표했다. 이 가이드라인은 본인이 직접 지울 수 없게 된 게시물에 대해 게시판 관리자 및 검색서비스 사업자에게 접근배제를 요청할 수 있도록 하였다.
대한민국 개인정보 보호위원회는 만 18세 미만 아동·청소년 시기에 게시했지만, 지금은 삭제를 희망하는 게시물에 정부가 대신 접근배제를 요청하는 디지털 잊힐 권리 시범사업 서비스를 2023년 4월 24일부터 시작했다.

### 유럽연합
1995년 유럽연합은 개인 정보 처리를 규정하는 유럽 정보보호지침(European Data Protection Directive 95/46EC)을 채택했다. 이 지침은 현재 국제인권법의 한 요소로 간주되고 있다.
2014년 5월 13일(현지시각) 유럽사법재판소는 코스테하 사건에서 구글에 불리한 판결을 내려 잊힐 권리를 적극적으로 인정하였다.
판결 이후 구글은 프랑스 정보보호기관 정보자유국가위원회에게 모든 구글 도메인의 검색 결과에 잊힐 권리를 적용하라는 요구를 받았지만 이에 응하지 않아 10만 유로의 벌금을 받았다. 이후 구글은 이에 반발해 유럽사법재판소에 항소했다. 2019년 9월 24일(현지시각) 유럽사법재판소는 유럽연합 외부에서 잊힐 권리를 강제할 수 없다고 판결했다.

### 일본
2014년 10월 도쿄지방재판소는 구글에 검색 결과를 삭제하라는 가처분 결정을 내렸다. 이는 일본 법원이 검색 결과 자체의 삭제를 명령한 최초의 사건이다.
2015년 12월 22일 사이타마 지방 법원이 판결문에서 최초로 '잊힐 권리'를 언급하며, A씨가 아동 매춘·포르노 금지법 위반죄로 벌금 50만엔의 약식 명령을 받은 사실이 드러나는 검색 결과의 삭제를 인정하는 결정을 내렸다. 검색 결과를 삭제하라는 결정은 이전부터 있었지만, 잊힐 권리를 근거로 삭제를 명령한 판결문은 이번이 처음이다.
하지만 2016년 7월 12일 도쿄고등법원은 잊힐 권리에 대해 '법적으로 정해진 것이 아니라 요건이나 효과가 명확하지 않다'라고 판시하며, '검색 결과를 삭제하면 표현의 자유 및 알 권리가 침해된다'라고 판단했다.
이후 최고재판소는 2017년 1월 31일 판결에서 '아동매춘은 벌칙으로 금지돼 있고 사회적으로 강한 비난의 대상이며 지금도 공공의 이해에 관한 사실'이라고 판시해 원고의 청구를 기각했다. 또한 이 판결은 검색 결과 삭제 청구에 대한 판단 기준으로 ① 그 사실의 성질과 내용, ② 그 자의 프라이버시권에 속하는 사실이 전달된 범위와 그 자가 입은 구체적 피해의 정도, ③ 그 자의 사회적 지위나 영향력, ④ 기사 등의 목적이나 의의, ⑤ 기사 등이 게재된 당시의 사회적 상황과 그 후의 변화, ⑥ 기사 등에서 그 사실을 기재할 필요성 등, 사실을 공표당하지 않을 법적이익과 URL 등 정보를 검색결과로서 제공할 이유 이렇게 6가지를 제시했다.:178

### 중국
2016년 5월, 베이징 법원은 Ren Jiayu가 제기한 검색 결과 삭제에 대한 소송에서 바이두에 유리한 판결을 해 중국 법에는 잊힐 권리가 없다고 판단했다. 또한 검색 결과는 검색 엔진이 자동으로 찾은 관련성 있고 빈도가 높은 단어에서 추출하기 때문에 명예를 침해하지 않는다고 판단했다.

## 비판
중앙대학교 강사 김송옥은 잊힐 권리가 표현의 자유와 이용자의 접근권을 제한해 공인에 대한 평가에 심각한 장애를 줄 수 있다고 비판했다.:261-263
잊힐 권리에 대한 한국정보화진흥원의 논의에서 "'잊혀질 권리'는 기존에 '권리'로 인정된 부분과 현재 '권리'로서 논란이 있는 부분이 혼재"하고, "행위주체의 행위결과를 보유하고 있는 자에게 그것을 잊히게 해달라고 하는 요청이 권리의 수준에 달하는 법적 힘을 부여할 수 있는가는 여전히 논란의 대상"이라고 꼬집으며 "법적 내용이 명확해야 하며 권리보장을 위한 실효성 확보방안이 필수"라고 언급하기도 했다.

## 같이 보기
- 기본권
- 국제인권법
- 인터넷 프라이버시